# Beesenstedt
Beesenstedt est une ancienne commune autonome d'Allemagne, située en Saxe-Anhalt, dans l'arrondissement de Saale. Depuis le 1er janvier 2010, Beesenstedt fait partie de la commune de Salzatal qui a été créée dans le cadre de la réforme territoriale de Saxe-Anhalt lors de la fusion des anciennes communes autonomes de Beesenstedt, Bennstedt, Fienstedt, Höhnstedt, Kloschwitz, Lieskau, Salzmünde, Schochwitz et Zappendorf.